# Biserica „Sfântul Nicolae” din Hulboaca
Biserica „Sf. Nicolae” este o biserică amplasată în Hulboaca, raionul Orhei, Republica Moldova. Este un monument arhitectural de importanță națională inclus în Registrul monumentelor Republicii Moldova ocrotite de stat cu nr. 1122 (raionul Orhei). Datează din 1907.
1. 1 2  „Registrul Monumentelor Republicii Moldova”. Guvernul Republicii Moldova. Portalul Guvernamental al Datelor Deschise. Arhivat din original la 12 iunie 2022. Accesat în 26 mai 2024.